# Берти (округ)
Округ Бе́рти (англ. Bertie County) располагается в штате Северная Каролина, США. Официально образован в 1722 году. По состоянию на 2010 год, численность населения составляла 21 282 человека.

## География
По данным Бюро переписи США, общая площадь округа равняется 1919,192 км2, из которых 1810,412 км2 суша и 108,780 км2 или 5,670 % это водоёмы.

## Население
По данным переписи населения 2000 года в округе проживает 19 773 жителей в составе 7 743 домашних хозяйств и 5 427 семей. Плотность населения составляет 11,00 человек на км2. На территории округа насчитывается 9 050 жилых строений, при плотности застройки около 5,00-ти строений на км2. Расовый состав населения: белые — 36,30 %, афроамериканцы — 62,34 %, коренные американцы (индейцы) — 0,44 %, азиаты — 0,11 %, гавайцы — 0,01 %, представители других рас — 0,33 %, представители двух или более рас — 0,48 %. Испаноязычные составляли 0,99 % населения независимо от расы.
В составе 29,70 % из общего числа домашних хозяйств проживают дети в возрасте до 18 лет, 46,00 % домашних хозяйств представляют собой супружеские пары проживающие вместе, 20,10 % домашних хозяйств представляют собой одиноких женщин без супруга, 29,90 % домашних хозяйств не имеют отношения к семьям, 27,00 % домашних хозяйств состоят из одного человека, 13,10 % домашних хозяйств состоят из престарелых (65 лет и старше), проживающих в одиночестве. Средний размер домашних хозяйств составляет 2,53 человека, и средний размер семьи 3,07 человека.
Возрастной состав округа: 26,10 % моложе 18 лет, 7,70 % от 18 до 24, 26,40 % от 25 до 44, 23,80 % от 45 до 64 и 23,80 % от 65 и старше. Средний возраст жителя округа 39 лет. На каждые 100 женщин приходится 87,60 мужчин. На каждые 100 женщин старше 18 лет приходится 82,00 мужчин.
Средний доход на домохозяйство в округе составлял 25 177 USD, на семью — 30 186 USD. Среднестатистический заработок мужчины был 26 866 USD против 18 318 USD для женщины. Доход на душу населения составлял 14 096 USD. Около 19,30 % семей и 26,00 % общего населения находились ниже черты бедности, в том числе — 30,70 % молодежи (тех, кому ещё не исполнилось 18 лет) и 28,30 % тех, кому было уже больше 65 лет.